# 井上之房
井上 之房（いのうえ ゆきふさ）は、戦国時代から江戸時代前期にかけての武将。黒田氏の家臣。黒田二十四騎、黒田八虎の一人。主な通称は九郎右衛門（くろうえもん）。

## 生涯
天文23年（1554年）、井上之正の子として播磨国飾東郡松原郷（現・姫路市白浜町松原）に生まれる。
初名は政国を名乗り、黒田職隆に小姓として仕える。天正6年（1578年）、黒田孝高が荒木村重により有岡城に幽閉された際には、栗山利安・母里友信と共に有岡城下に潜伏し、孝高の安否を探っている。天正13年（1585年）に職隆が没した後は、その遺命により孝高に重臣として召し抱えられた。天正15年（1587年）の九州平定後の国人一揆では黒田長政と共に姫隈城攻めに当たった。同年、長政が城井鎮房を攻めようとした際にはそれを諌めたが、長政はそれを聞かずに出撃し、仕方なく之房も従ったものの敗北している。
天正16年（1588年）、6,000石を与えられる。文禄元年（1592年）に始まる文禄・慶長の役では朝鮮に渡り、参戦。慶長3年（1598年）に帰国後、栗山利安・母里友信と共に宇佐神宮の造営に当たる。慶長5年（1600年）の関ヶ原の戦いの際には孝高と共に豊前国中津におり、石垣原の戦いで大友氏の家臣・吉弘統幸を討つ武功を挙げた。戦後、主君・長政の筑前国への移封の際に豊前国小倉の近くに黒崎城を築き、1万6,000石を領し大名格待遇を得る。黒崎城は筑前六端城の一つ。
慶長12年（1607年）、長政の使いとして徳川秀忠・家光に拝謁して馬を賜った後、「周防守」を称する。慶長19年（1614年）の大坂冬の陣では長政の嫡男・黒田忠之に従って従軍。元和元年（1615年）、一国一城令の発令に伴い黒崎城を破却。元和9年（1623年）、1万3,000石を孫の正友に譲り、隠居・剃髪して半斎道柏と名乗った。
寛永10年（1633年）、黒田騒動が起こると栗山利章と結んで倉八正俊を排斥した。
寛永11年（1634年）10月22日死去。享年81。
息子・井上庸名（もちな）は黒田長政の長女・菊と婚姻。2代将軍・徳川秀忠に仕えて慶長15年（1610年）に5,000石取の旗本となり、従五位下・淡路守に叙任した。之房の実弟の家系は後に福岡藩士に召抱えられ、筑前に戻っている。

## 逸話
之房が石垣原の戦いで討ち取った吉弘統幸は、大友氏の改易後、立花宗茂に仕官するまでの間、之房の元に身を寄せていた。統幸は豊臣秀吉から「無双の槍使い」と賞讃されて一対の朱柄の槍を許されていた豪傑であったが、敵将・小田九朗左衛門など30～40人を自ら討ち取るも重傷を負い、友の之房に功を挙げさせるため、自刃して討たれたといわれる。

## 登場作品
- 黒田騒動 - 1956年、映画、演：河部五郎
- 軍師官兵衛 - 2014年、NHK大河ドラマ、演：高橋一生